# Vuelta a Bolivia 2008
Die 1. Vuelta a Bolivia fand vom 2. bis zum 9. November 2008 in Bolivien statt. 
Das Radrennen gehörte zur UCI America Tour 2009, wo es in die Kategorie 2.2 eingestuft war. Damit erhielten die ersten acht Fahrer der Gesamtwertung und die ersten drei jeder Etappe sowie der Träger des Gelben Trikots des Gesamtführenden nach jeder Etappe Punkte für die America-Rangliste. Insgesamt wurden 51.000 Dollar an Prämien ausgeschüttet.
Gesamtsieger des Etappenrennens wurde der Kolumbianer Fernando Camargo (Lotería de Boyacá - Indeportes). Er siegte mit 39 Sekunden Vorsprung auf den zweitplatzierten Bolivianer Óscar Soliz von der Equipo Villazon, der zudem die Bergwertung für sich entscheiden konnte. Das Podium wurde komplettiert von Camargos Landsmann Álvaro Sierra (Cortez Genex Los Andes).

## Teilnehmer
Am Start standen 13 einheimische bolivianische Mannschaften, die sich durch eine vordere Platzierung im nationalen Teamranking des bolivianischen Radsportverbandes qualifiziert hatten, sowie sieben ausländische Teams aus Argentinien, Mexiko, Ecuador, Kolumbien, Peru, Brasilien und Chile, davon zwei Continental Teams. Deutschsprachige Fahrer nahmen nicht teil. 
| Continental Teams Tecos de la Universidad Autónoma de Guadalajara Lotería de Boyacá - Indeportes Sonstige Teams aus dem Ausland Éspoli Ecuador Romero 33 Dataro Nationalmannschaften Argentinien Chile | Regionale Teams aus Bolivien Equipo Villazon Sinchi Wayra Glas Casa Real Pío Rico Z Sport Energy Sol Gobierno Municipal de Oruro Andalucía Los Andes Prefectura de Chuquisaca Luis Reque Paracaya Maniac 17-45 Gobierno Municipal de San Lorenzo Policía Nacional |

## Etappen
Die Vuelta a Bolivia startete im flacheren, heißen Osten des Landes und führte die Fahrer durch die Provinzen Santa Cruz, Cochabamba, Oruro und La Paz in den bergigen, kühlen Westen, wo während der fünften Etappe mit dem 4.500 Meter hoch gelegenen La-Cumbre-Pass in den Anden der höchste Punkt des Rennens erreicht wurde. Wegen dieser Höhenlage wurde der Wettbewerb auch als "Dach der Radsportwelt" bezeichnet. Die dritte Etappe von Buena Vista nach Villa Tunari war mit 207 Kilometern der längste Abschnitt der Rundfahrt, während sich die beiden letzten Tage der Vuelta in je zwei Halbetappen untergliederten, die zwischen der Hauptstadt La Paz und dem Titicacasee verliefen. Insgesamt gab es während der acht Etappen 21 Zwischensprints und sieben Bergwertungen, davon eine der Ehrenkategorie (La Cumbre), zwei der ersten Kategorie, zwei der zweiten Kategorie und zwei der dritten Kategorie.
| Etappe | Tag         | Start–Ziel                                                     | km  | Typ                 | Etappensieger           | Gesamtführender         |
| ------ | ----------- | -------------------------------------------------------------- | --- | ------------------- | ----------------------- | ----------------------- |
| 1.     | 2. November | Santa Cruz de la Sierra – La Guardia – Santa Cruz de la Sierra | 158 | Flachetappe         | Luis Fernando Sepúlveda | Luis Fernando Sepúlveda |
| 2.     | 3. November | Santa Cruz de la Sierra – Okinawa I – Santa Cruz de la Sierra  | 164 | Flachetappe         | Gerardo Fernandez       | Luis Fernando Sepúlveda |
| 3.     | 4. November | Buena Vista – Villa Tunari                                     | 207 | Flachetappe         | Edgardo Simón           | Luis Fernando Sepúlveda |
| 4.     | 5. November | Corani – Cochabamba                                            | 139 | Flachetappe         | Edgardo Simón           | Luis Fernando Sepúlveda |
| 5.     | 6. November | Bombeo – Oruro                                                 | 141 | Bergetappe          | Javier Salas            | Gerardo Fernandez       |
| 6.     | 7. November | Vila Vila – El Alto (Cruz Papal)                               | 162 | Flachetappe         | Alfredo Ríos            | Daniel Diaz             |
| 7. (1) | 8. November | Calle 21 Calacoto – San Pablo de Tiquina                       | 115 | Mittelgebirgsetappe | Javier Zapata           | Graciano Fonseca        |
| 7. (2) | 8. November | San Pedro de Tiquina – Copacabana                              | 40  | Mittelgebirgsetappe | Alvaro Sierra           | Graciano Fonseca        |
| 8. (1) | 9. November | Copacabana – San Pedro de Tiquina                              | 39  | Einzelzeitfahren    | Fernando Camargo        | Fernando Camargo        |
| 8. (2) | 9. November | San Pablo de Tiquina – Calacoto                                | 121 | Flachetappe         | Yamil Montaño           | Fernando Camargo        |

### Rennverlauf
Den ersten Etappensieg in der Geschichte der Vuelta a Bolivia sicherte sich der Chilene Luis Fernando Sepúlveda (Nationalmannschaft), der an einem Zwischensprint 60 Kilometer vor dem Ende angriff und einen Vorsprung von 45 Sekunden vor dem Hauptfeld, das vom Argentinier Edgardo Simón angeführt wurde, ins Ziel in Santa Cruz de la Sierra rettete.
Am folgenden Tag konnte Sepúlveda das Gelbe Trikot des Gesamtführenden als Etappenzweiter verteidigen, er musste sich im Sprint einer fünfzehn Fahrer starken Spitzengruppe nur dem Argentinier Gerardo Fernández (Nationalmannschaft) geschlagen geben. Da die Spitzengruppe fast fünfeinhalb Minuten auf das Hauptfeld herausgefahren hatte, war hier bereits eine Vorentscheidung in der Gesamtwertung zugunsten der fünfzehn Tagesbesten gefallen.
Der dritte und der vierte Tagesabschnitt endeten jeweils in einem Massensprint-Sieg von Edgardo Simón (Nationalmannschaft Argentinien).
Zwei Ausreißer machten den fünften Tagessieg der Rundfahrt unter sich aus. Dabei distanzierte Javier Salas (Clas Casa Real) seinen Fluchtgefährten Álvaro Sierra (Los Andes) im Sprint. Luis Sepúlveda konnte dagegen nicht mit den Besten mithalten und verlor die Gesamtführung an Gerardo Fernández (Nationalmannschaft Argentinien).   
Alfredo Ríos (Sinchi Wayra) war auf dem sechsten Tagesabschnitt der erste einheimische Etappensieger der Vuelta a Bolivia, als er seine beiden Landsmänner Jhonny Burgos und Edwin Callisaya im Sprint eines Spitzentrios hinter sich lassen konnte. Daniel Diaz (Glas Casa Real) übernahm dabei die Gesamtführung von seinem Landsmann Gerardo Fernández, der auf Rang neun zurückfiel.
Am folgenden Tag setzte sich auf der morgendlichen Halbetappe der Kolumbianer Javier Zapata (Los Andes) in San Pablo de Tiquina als Solist mit fünfzehn Sekunden Vorsprung auf eine zehnköpfige Verfolgergruppe durch, während sein Landsmann Graciano Fonseca (Lotería de Boyacá – Indeportes) das Gelbe Trikot des Gesamtführenden überstreifte. Am Nachmittag war es erneut ein Kolumbianer aus dem Team Los Andes, nämlich Álvaro Sierra, der sich als Solist den Etappensieg sichern konnte. 
Im Einzelzeitfahren der Etappe 8a wurde das Gesamtklassement dann noch einmal völlig neu geschrieben. Fernando Camargo (Lotería de Boyacá - Indeportes) absolvierte den 39 Kilometer langen Kurs am Schnellsten und übernahm damit das Gelbe Trikot von Graciano Fonseca, der auf Position fünf zurückfiel. Die Tageszweiten und -dritten Óscar Soliz (Equipo Villazon) und Alvaro Sierra nahmen diesen Rang nun auch im Gesamtklassement ein, wobei Soliz zeitgleich mit Camargo lag.
Soliz' Mannschaftskollege Yamil Montaño sorgte zum Abschluss der Rundfahrt schließlich noch für einen weiteren bolivianischen Erfolg mit knappen sechs Sekunden Vorsprung vor Verfolger Luis Mancilla (Nationalmannschaft Chile). Obwohl das Feld in mehrere Teile zerfallen war, änderte sich auf den ersten drei Plätzen der Gesamtwertung nichts mehr, vor allem, weil Soliz durch einen Sturz auf den letzten Kilometern sogar noch Zeit auf Camargo verlor und so die Chance verpasste, durch eine Zeitbonifikation noch am Kolumbianer vorbeizuziehen.

## Endergebnis

### Weitere Wertungen
0